# Закон Грэмма — Рудмана — Холлингса
Закон о сбалансированном бюджете и контроле за дефицитом в чрезвычайных условиях, называемый также по фамилиям его инициаторов Законом Грэмма — Рудмана — Холлингса (Gramm—Rudman—Hollings Act) — акт, принятый Конгрессом США в 1985 году и подписанный президентом Рейганом в целях уменьшения стремительно растущего дефицита федерального бюджета США. Главными авторами закона были сенаторы Филип Грэмм (штат Техас) и Уоррен Рудман (штат Нью-Хэмпшир). Закон ограничил принятие актов, увеличивающих расходы и уменьшающих доходы, включительно до 1998 года. Впоследствии закон был дополнен общим законом о бюджетном согласовании от 1993 года.

## Необходимость принятия закона
Актуальность данного закона возросла в связи с удвоением государственного долга США в период первого президентского срока Рональда Рейгана. По подсчетам исследователей, за первые шесть лет администрации Рейгана государственный долг США суммарно увеличился в неизменных ценах на сумму реального долга, накопленного правительством в течение первых двухсот лет существования США (включая долги, связанные с финансированием участия США во II Мировой войне). К 1986 году федеральный долг достиг 41% ВНП США.

## Содержание и реализация закона
Закон делит бюджетные расходы на две категории:
- «утверждаемые», к которым относятся, в частности, расходы на заработную плату и другие текущие расходы правительственных ведомств;
- «устоявшиеся» (или «обязательными»), к которым относятся, в частности, расходы на медицинскую помощь престарелым и инвалидам, на страхование от безработицы, на поддержку сельхозпроизводителей и финансирование программы маркировки продуктов;

Утверждаемые расходы утверждаются путём принятия ежегодных постановлений о бюджетных назначениях. 
Устоявшиеся расходы утверждаются постоянными законами.
В отношении доходов бюджета закон устанавливает правила, в соответствии с которыми они определяются постоянными законами.